# قائمة لاعبي الكريكيت في بنجلادش
هذا في الوقت الراهن على قائمة بجميع اللاعبين الذين لعبوا في الدوري الوطني للكريكيت في بنغلاديش خلال موسم 2004-05 و 2005-06.
- عبد الرزاق
- أبو البشار
- عادل أحمد
- افتاب احمد
- احسان الله حسن
- الامين)علمين
- الشهريار
- المجير كبير
- علي عرمان
- ألوك كابالي
- انيس الرحمن
- انيس سانشوي الرحمن
- أنور حسين
- أنور حسين منير
- عرفات صلاح الدين
- عرفات صني
- عارف حسين
- أسد الله خان
- عشيق الرحمن
- أشرف الحق
- أشرف الإسلام
- أشرف الخان
- أسلم علي خان
- عزام إقبال
- بيكاش شارما
- ديباجال داي
- دولار محمود
- ذيمان غوش
- إحسان الحق
- اعجاز احمد
- الياس صني
- إنعام الحق صغار
- فهيم منتصر
- فيصل حسين
- فيض الإسلام
- فرهاد حسين
- فرهاد رضا
- غازي الامجير
- غازي صلاح الدين
- غلام معبود
- غلام مولى
- غلام مرتضى
- غلام رباني
- غلام رحمن